# Jan Zielonka
Jan Zielonka, född 1955,  är en polsk statsvetare och professor i europeisk politik vid University of Oxford och professor i politik och internationella relationer vid universitetet i Venedig, Cá Foscari. Dessförinnan har han haft tjänter vid universitet i Warszawa, Leiden och vid European University Institute i Florens. Han forskar om internationella relationer, jämförande politik och politisk teori.

## Böcker och teorier
I sin bok, Is the EU Doomed? resonerar Zielonka kring ett antal brister och dilemman i EU och ifrågasätter om EU i dess nuvarande utformning passar för nutid och framtid. Däribland resonerar han kring EU:s oförmåga att stå emot exogena chocker, klyftorna inom unionen och motstridiga visioner för unionens framtid. Han resonerar också om hur det skulle bli framöver om EU skulle falla isär, helt eller delvis, eller om en sådan utveckling blev starkare.